# Градско момиче
Градско момиче (на турски: Güzel Köylü, в най-близък превод Селската красавица или Красивата селянка) е турски семеен сериал, излязъл на телевизионния екран през 2014 г.

## Сюжет
Младата и красива Гюл има лош ден. Тя живее в Истанбул, но суматохата на големия град не е за нея. Когато се събужда една сутрин, тя не предполага, че толкова много неща могат да ѝ се случат и ще променят живота ѝ завинаги. Гюл трябва да изпрати важна пратка, но разбира, че пратката е заминала за грешно място. Колата ѝ е ударена, а шефът ѝ е много ядосан. И точно когато нещата изглеждат повече от зле, следващият ден започва още по-трагично. Телефонът ѝ пада в млякото и блокира, колата ѝ е вдигната от паяк, тя остава до късно, за да работи, но забравя за важна служебна среща. В резултат на това е уволнена от работа. Освен всичко това е убедена, че гаджето ѝ изневерява.
Докато Гюл мечтае за спокойно място далеч от шума на големия град, получава писмо от жена, която твърди, че е нейна баба. Гюл решава да напусне Истанбул и да замине в малко селце в Южна Турция откъдето е жената, която ѝ е изпратила писмото. Когато пристига на село, разбира, че животът не е толкова спокоен, колкото е очаквала. И още нещо – разбира, че може да се влюби дори от пръв поглед на най-неочакваното място.

## Излъчване
| Сезон | Епизоди | Начало на сезона | Край на сезона | Всички епизоди | ТВ сезон    | ТВ канал | Дата и час             |
| ----- | ------- | ---------------- | -------------- | -------------- | ----------- | -------- | ---------------------- |
| 1     | 52      | 25 юни 2014      | 17 юни 2015    | 1 – 52         | 2014 – 2015 | Star TV  | сряда (20/21:00/20:30) |

## Излъчване в България
| Сезон | Епизоди | Начало на сезона | Край на сезона     | Всички епизоди | ТВ сезон | ТВ канал | Дата и час                 |
| ----- | ------- | ---------------- | ------------------ | -------------- | -------- | -------- | -------------------------- |
| 1     | 88      | 12 юли 2017 г.   | 14 ноември 2017 г. | 1 – 88         | 2017 г.  | bTV      | всеки делничен ден (13:30) |

## Актьорски състав
- Гизем Караджа – Гюл Сюмбюл-Алкан
- Берк Джанкат – Джемал Алкан
- Мехмет Али Нуроолу – Каан Йонтар
- Ахмет Мюмтаз Тайлан – Хюсню Алкан
- Зерин Сюмер – Султан Йълмаз
- Еркан Север – Ниязи Гитигидер
- Симге Селчук – Нихал Сюмбюл/Айнъмах Динлер
- Али Ипин – Йосуф Яшабасмаз
- Есин Дживангил – Кемуран Яшабасмаз
- Йозлем Токаслан – Дуду Алкан
- Дениз Байташ – Есма Яшабасмаз
- Айлин Кабасакал – Нуртен Яшабасмаз-Калас
- Йомюр Йоздемир – Хикмет
- Ейлюл Демирпехливан – Айтен Яшабасмаз
- Тойган Аваноолу – Бюнямин Калас
- Угур Бичер – Садък
- Су Кутлу – Суде Сюмбюл
- Джан Къран – Кемал Яшабасмаз
- Толга Ортанджъл – Джелял Алкан
- Керим Ягджъ – Мансур
- Синем Даглъ – Хилял Алкан
- Волкан Баш – Хаяти
- Еге Шарман – Таркан Яшабасмаз
- Зейнеп Шахин – Севал
- Осман Баяр – Осман
- Мерве Офлаз – Оя
- Алаадин Дурду – Алаадин
- Мелтем Йорен – Бану Йонтар
- Ариф Еркин Гюзелбейоглу – Фърат Динлер

## В България
В България сериалът започва на 12 юли 2017 г. по bTV и завършва на 14 ноември. Дублажът е на студио Медиа Линк. Ролите се озвучават от София Джамджиева (в първи и втори епизод), Василка Сугарева (от трети до осемдесет и осми епизод), Йорданка Илова, Мартин Герасков, Тодор Георгиев и Даниел Цочев.
На 2 май 2019 г. започва повторно излъчване по bTV Lady и завършва на 2 септември. На 8 декември започва ново повторение и завършва на 9 май 2020 г.